# 三司
三司（さんし）は、中国の五代十国時代から北宋にかけて財政を担当した部署である。
唐の律令制下において財政を司るのは尚書戸部であり、その下の部署として戸部曹と度支曹があり、戸部曹は土地・戸口・賦役を、度支曹は財政支出を担当した。玄宗以降の財政難に対応するために、律令にはない新たな使職である度支使と、塩・鉄の専売制を司る塩鉄使が設けられ、戸部曹・度支使・塩鉄使の三者が財政を司ることになった。
この三者を統括する存在として、後唐の長興元年（930年）に三司使が設けられ、財政の最高職とされた。この体制が北宋においても引き継がれ、三司使は宰相・執政に次ぐ重職とされて「計相」とも呼ばれた。三司には長官に三司使、副長官に副三司使。その下に前述の戸部・度支部・塩鉄部があり、それぞれ長として副使1人ずつとそれを補佐する判官が3人ずつ置かれる。
財政機構に対しては当然監察・監督が必要になるのであるが、監察機関たる御史台には財政に対する能力が乏しく、三司の監察は三司の手で行うところとなった。元々各部ごとに会計監査が行われており、それを行うのが勾院である。それが後に、三部を総合的に監査する磨勘司と三部の帳簿を保管する帳司が設けられた。更にこれら三者を統合して勾磨勘司とし、会計監査を一本化する。
この他にも、取り立てを行う理欠司・三司の官吏の不正を取り締まる推勘司、三司が行う業務の労働者名簿を管理する兵案など、多くの部署がある。このように三司は、農業・商業・収税から労働者の手配などの細かい事務まで、財政に関することは全て行う非常に巨大な機構となっており、宰相も口出しすることが出来なかった。
この状態に王安石は、熙寧2年（1069年）に制置三司条例司という新たな部署を作り、三司の権限を他の部署に移していき、最終的に三司は財政関連の文書を取り扱う部署とした。更に王安石退陣後の元豊の改革の時にこれも戸部に吸収させ、三司は消滅した。